# Jaschka Lämmert
Jaschka Lämmert (* 18. März 1974 in Wien) ist eine österreichische Theater- und Film-Schauspielerin.

## Leben
Lämmert wuchs bei ihrer russischen Mutter Lena Ilgisonis, einer Bühnenbildnerin, und dem Hörspielregisseur Götz Fritsch in Wien zweisprachig auf. Ihr Vater ist der deutsche Schauspieler Gunther Wilhelm Lämmert. Sie absolvierte von 1993 bis 1996 in München eine Schauspielausbildung an der Otto-Falckenberg-Schule.
Seit 1995 tritt Jaschka Lämmert sowohl als Theaterschauspielerin (Schauspielhaus Graz, Münchner Kammerspiele, Salzburger Festspiele, Garage X, brut Wien, Nestroyhof hamakom, Volkstheater Wien) als auch Filmschauspielerin in TV- und Filmproduktionen auf.

## Filmografie
- 1994: Derrick (Fernsehserie, Folge Nachtgebete)
- 1994: Frauenarzt Dr. Markus Merthin
- 1997: Weihnachtsfieber
- 1997: Tatort: Tödlicher Galopp
- 2004: Kommissar Rex (Fernsehserie, Folge Nachts im Spital)
- 2004: Die Schrift des Freundes
- 2008: Der erste Tag
- 2012: Tatort: Falsch verpackt
- 2014: High Performance – Mandarinen lügen nicht
- 2015: Der Blunzenkönig
- 2015: Die Bergretter – Mutterseelenallein
- 2016: Stille Reserven
- seit 2018: Blind ermittelt (Fernsehreihe)
  - 2018: Die toten Mädchen von Wien
  - 2019: Blutsbande (Alternativtitel: Die verlorenen Seelen von Wien)
  - 2019: Das Haus der Lügen (Alternativtitel: Der Feuerteufel von Wien)
  - 2020: Zerstörte Träume (Alternativtitel: Tod im Fiaker)
  - 2021: Endstation Zentralfriedhof (Alternativtitel: Lebendig begraben)
  - 2022: Tod im Prater
  - 2022: Die nackte Kaiserin
  - 2023: Tod im Weinberg
  - 2023: Mord an der Donau
  - 2024: Tod im Kaffeehaus
  - 2024: Tod im Palais
- 2018: Meiberger – Im Kopf des Täters (Fernsehserie, 8 Folgen)
- 2022: SOKO Kitzbühel (Fernsehserie, Folge Allein)
- 2023: Nord bei Nordwest – Natalja
- 2023: Die Toten vom Bodensee – Der Nachtalb (Fernsehreihe)

## Theater (Rollenauswahl)
- Marie in „Der Katzelmacher“ von Rainer Werner Fassbinder, Münchner Kammerspiele, Regie: Ulrich Heising
- Eve in „Der zerbrochene Krug“ von Heinrich von Kleist, neues theater Halle, Regie: Thomas Neumann
- Hero in „Des Meeres und der Liebe Wellen“ von Franz Grillparzer, Volkstheater Wien, Regie: Wolfgang Palka
- Rosamunde in „Prinzessinnendramen“ von Elfriede Jelinek, Volkstheater Wien, Regie: Alexander Kubelka
- Evelyn in „Das Maß der Dinge“ von Neil LaBute, Waldviertler Hoftheater, Regie: Christine Wipplinger
- Salome in „Der Talisman“ von Johann Nestroy, Schauspielhaus Graz, Regie: Peter Gruber
- Anna in „Die Minderleister“ von Peter Turrini, Schauspielhaus Graz, Regie: Alexander Kubelka
- Christine in „Zur schönen Aussicht“ von Ödön von Horváth, Schauspielhaus Graz, Regie: Claudia Bauer
- Emilia in „Othello“ von Feridun Zaimoglu, Schauspielhaus Graz, Regie: Christina Rast
- Babsi in „Wohnen unter Glas“ von Ewald Palmetshofer, Schauspielhaus Graz, Regie: Hanna Rudolf
- Kunigunde in „Das Käthchen von Heilbronn“ von Heinrich von Kleist, Schauspielhaus Graz, Regie: Georg Schmiedleitner
- Penthesilea in „Penthesilea“ von Heinrich von Kleist, Schauspielhaus Graz, Regie: Friederike Czeloth
- Regan in „König Lear“ von William Shakespeare, Schauspielhaus Graz, Regie: Peter Konwitschny
- Suicide horse in „Arka Noego“, Nowy Teatr Poznań, Cameri Theatre Tel-Aviv, Teatro Stabile di Bologna, u. a., Regie: Janusz Wisniewsky
- Grinsekatze in „Alice“  von Roland Schimmelpfennig, Schauspielhaus Graz, Salzburger Festspiele, Regie: Viktor Bodó
- Sena in „Potocari Party“ von Almir Basovic, Theater Nestroyhof Hamakom, Regie: Stevan Bodroza (Audience Award for best performance on 12th Drama Festival Zenica; Best performance Award on Sarajevska Zima Festival)
- Milica in „Ausgehen“ von Barbara Marković, Garage X, Regie: Selma Abdic
- Cornende in „Ganymed Boarding“ (Nestroypreis), Text von Ferdinand Schmatz, Kunsthistorisches Museum Wien, Regie: Jacqueline Kornmüller

## Hörspiele
- 2003: Dylan Thomas: Unter dem Milchwald (Zweite Frauenstimme) – Regie: Götz Fritsch (Hörspiel – MDR)
- 2006 Heimito von Doderer: Die Strudlhofstiege (Paula Schachl/Paula Pichler) – Regie: Helmut Peschina
- 2014: Werner Fritsch: Aller Seelen – Regie: Werner Fritsch (Hörspiel – ORF/HR)